# Sam Rockwell
Pour les articles homonymes, voir Rockwell.
Sam Rockwell, né le 5 novembre 1968 à Daly City, en Californie, est un acteur et producteur américain.
Il est principalement connu pour ses rôles dans La Ligne verte (1999), Charlie et ses drôles de dames (2000), Confessions d'un homme dangereux (2002), H2G2 : Le Guide du voyageur galactique (2005), Sept Psychopathes (2012), Three Billboards : Les Panneaux de la vengeance (2017), Vice (2018), Le Cas Richard Jewell (2019) et Jojo Rabbit (2019).
Son interprétation du policier raciste dans Three Billboards : Les Panneaux de la vengeance lui a en outre permis en 2018 d'obtenir l’Oscar du meilleur acteur dans un second rôle.

## Biographie
Sam Rockwell est né le 5 novembre 1968 à Daly City (Californie).
Il est diplômé de la Ruth Asawa San Francisco School of the Arts.
Il commence sa carrière par des petits rôles à la télévision. Il est découvert par le grand public grâce à son rôle de William Wharton dans La Ligne verte (1999) de Frank Darabont, adaptation du roman de Stephen King.
Son interprétation de Chuck Barris dans Confessions d'un homme dangereux (2002) de George Clooney, participe également à sa notoriété.
En 2017, il joue un policier raciste dans Three Billboards : Les Panneaux de la vengeance de Martin McDonagh, une performance acclamée. L'année suivante, il gagne la plupart des récompenses distinguant le meilleur acteur dans un rôle de soutien, dont l'Oscar du meilleur acteur dans un second rôle, où il avait été nommé pour la première fois en vue de la 90e cérémonie des Oscars. Il est nommé lors de la 91e cérémonie des Oscars à nouveau pour l'Oscar du meilleur second rôle pour son interprétation de George W. Bush dans Vice d'Adam McKay.

### Vie privée
Sam Rockwell réside à New York. Il vit depuis 2007 avec l'actrice Leslie Bibb,.

## Filmographie

### Cinéma

#### Longs métrages
- 1989 : Dernière Sortie pour Brooklyn (Last Exit to Brooklyn) d'Uli Edel : Al
- 1989 : Clownhouse de Victor R. Salva : Randy
- 1990 : Les Tortues ninja (Teenage Mutant Ninja Turtles) de Steve Barron : Le chef du gang
- 1991 : Strictly Business de Kevin Hooks : Gary
- 1992 : In the Soup d'Alexandre Rockwell : Pauli
- 1992 : Light Sleeper de Paul Schrader : Jealous
- 1992 : Happy Hell Night de Brian Owens : Henry Collins jeune
- 1992 : Jack and His Friends de Bruce Ornstein : Louie
- 1994 : Somebody to Love d'Alexandre Rockwell : Le polonais
- 1994 : The Search for One-eye Jimmy de Sam Henry Kass : One-eye Jimmy
- 1995 : Mercy de Richard Shepard : Matty
- 1995 : Drunks de Peter Cohn : Tony
- 1996 : Box of Moonlight de Tom DiCillo : The Kid, alias Buck « Bucky »
- 1996 : Une virée d'enfer (Glory Daze) de Rich Wilkes : Rob
- 1996 : Basquiat de Julian Schnabel : Un voyou
- 1997 : Arresting Gena d'Hannah Weyer : Sonny
- 1997 : Lawn Dogs de John Duigan : Trent
- 1998 : Casses en tous genres (Safe Men) de John Hamburg : Sam
- 1998 : Celebrity de Woody Allen : Un homme
- 1998 : Jerry and Tom de Saul Rubinek : Jerry
- 1998 : Louis and Frank d'Alexandre Rockwell : Sam
- 1999 : Le Songe d'une nuit d'été (A Midsummer Night's Dream) de Michael Hoffman : Francis Flute
- 1999 : La Ligne verte (The Green Mile) de Frank Darabont : William Wharton
- 1999 : Galaxy Quest de Dean Parisot : Guy Fleegman / Chef de la sécurité « Roc » Ingersol
- 2000 : Charlie et ses drôles de dames (Charlie's Angels) de McG : Eric Knox
- 2001 : Braquages (Heist) de David Mamet : Jimmy Silk
- 2002 : Confessions d'un homme dangereux (Confessions of a Dangerous Mind) de George Clooney : Chuck Barris
- 2002 : Bienvenue à Collinwood (Welcome to Collinwood) d'Anthony et Joe Russo : Pero
- 2002 : 13 Moons d'Alexandre Rockwell : Rick
- 2002 : Stella Shorts 1998-2002 : Le livreur de pizza
- 2003 : Les Associés (Matchstick Men) de Ridley Scott : Frank Mercer
- 2004 : Piccadilly Jim de John McKay : Jim Crocker
- 2005 : H2G2 : Le Guide du voyageur galactique (The Hitchhiker's Guide to the Galaxy) de Garth Jennings : Zaphod Beeblebrox
- 2005 : The F Word de Jed Weintrob : Jeremy
- 2006 : Snow Angels de David Gordon Green : Glenn Marchand
- 2007 : L'Assassinat de Jesse James par le lâche Robert Ford (The Assassination of Jesse James by the Coward Robert Ford) d'Andrew Dominik : Charley Ford
- 2007 : Joshua de George Ratliff : Brad Cairn
- 2008 : Choke de Clark Gregg : Victor Mancini
- 2008 : Frost/Nixon : L'Heure de vérité (Frost/Nixon) de Ron Howard : James Reston Jr.
- 2009 : Moon de Duncan Jones : Sam Bell
- 2009 : Mission-G (G-Force) d'Hoyt Yeatman : Darwin (voix)
- 2009 : Gentlemen Broncos de Jared Hess : Bronco / Brutus
- 2009 : The Winning Season de James C. Strouse : Bill
- 2010 : Everybody's Fine de Kirk Jones : Robert
- 2010 : Iron Man 2 de Jon Favreau : Justin Hammer
- 2010 : Conviction de Tony Goldwyn : Kennet Waters
- 2011 : Cowboys et Envahisseurs (Cowboys and Aliens) de Jon Favreau : Doc
- 2012 : Baby-sitter malgré lui (The Sitter) de David Gordon Green : Karl
- 2012 : Sept Psychopathes (Seven Psychopaths) de Martin McDonagh : Billy
- 2013 : Cet été-là (The Way, Way Back) de Jim Rash et Nat Faxon : Owen
- 2013 : A Single Shot de David M. Rosenthal : John Moon
- 2013 : Tout pour lui plaire (A Case of You) de Kat Coiro : Gary
- 2013 : Trust Me de Clark Gregg : Aldo
- 2014 : Girls Only (Laggies) de Lynn Shelton : Craig
- 2014 : Blonde sur ordonnance (Better Living Through Chemistry) Geoff Moore et David Posamentier : Doug Varney
- 2014 : Loitering with Intent d'Adam Rapp : Wayne
- 2015 : Poltergeist de Gil Kenan : Eric Bowen
- 2015 : Digging for Fire de Joe Swanberg : Ray
- 2015 : Don Verdean de Jared Hess : Don Verdean
- 2015 : Mr. Right de Paco Cabezas : Mr Right / Francis
- 2017 : Three Billboards : Les Panneaux de la vengeance (Three Billboards Outside Ebbing, Missouri) de Martin McDonagh : Jason Dixon
- 2017 : Woman Walks Ahead de Susanna White : Colonel Silas Grove
- 2018 : Vice d'Adam McKay : George W. Bush
- 2018 : Mute de Duncan Jones : Sam Bell (caméo)
- 2018 : Blaze d'Ethan Hawke : Un magnat du pétrole
- 2018 : Blue Iguana d'Hadi Hajaig : Eddie
- 2019 : Le Cas Richard Jewell (Richard Jewell) de Clint Eastwood : Watson Bryant
- 2019 : Jojo Rabbit de Taika Waititi : Capitaine Klenzendorf
- 2019 : The Best of Enemies de Robin Bissell : C. P. Ellis
- 2020 : Le Seul et Unique Ivan (The One and Only Ivan) de Thea Sharrock : Ivan le gorille (voix)
- 2022 : Les Bad Guys (The Bad Guys) de Pierre Perifel : M. Loup (voix)
- 2022 : Coup de théâtre (See How They Run) de Tom George : Inspecteur Stoppard
- 2024 : Argylle de Matthew Vaughn : Aidan Wylde
- 2024 : Blue et Compagnie (IF) de John Krasinski : SDog (voix)
- 2025 : Les Bad Guys 2 (The Bad Guys 2) de Pierre Perifel : M. Loup (voix)

#### Courts métrages
- 1992 : Friday Night Saturday Morning de Terry Stacey : Troy
- 1996 : Bad Liver and a Broken Heart de Terry Stacey : L'homme au cœur brisé
- 1998 : The Call Back de David Deblinger : Alan / Christopher Walken
- 2001 : BigLove de Leif Tilden : Nate
- 2001 : Pretzel de Jay Alaimo : Sam
- 2001 : D.C. Smalls d'Alexandra Valenti : Le chanteur de karaoké
- 2002 : Running Time de Warren Biro : L'homme chassé
- 2005 : Robin's Big Date de James Duffy : The Bat-Man
- 2008 : Woman in Burka de Jonathan Lisecki : Sam
- 2010 : F--K de R.E. Rodgers : Sam
- 2017 : The Dark of Night de Robin Wright : Officier Witt

### Télévision

#### Séries télévisées
- 1988 : Equalizer (The Equalizer) : Slick
- 1989 : Dream Street : Joey
- 1990 : ABC Afterschool Special : Jason
- 1992 - 1993 : New York, police judiciaire (Law and Order) : Randy Borland / Weddeker
- 1993 : Lifestories: Families in Crisis : Kevin Tunnell
- 1995 : New York Police Blues (NYPD Blue) : Billy
- 1997 / 2000 : Prince Street : Donny Hanson
- 2005 : Stella : Gary Meadows
- 2012 : Napoleon Dynamite : Fislon (voix)
- 2015 : Drunk History : Bugsy Siegel
- 2015 - 2021 : F Is for Family : Vic Reynolds (voix)
- 2016 : Inside Amy Schumer : Lui-même
- 2019 : Fosse/Verdon : Bob Fosse
- 2023 : What If... ? : Justin Hammer (voix)
- 2025 : The White Lotus saison 3, épisodes 5-8 : Frank[3]

### Jeux vidéos
- 2009 : G-Force : Darwin (voix)
- 2016 : Dishonored 2 : Mortimer Ramsey (voix)

### Producteur exécutif
- 2009 : The Winning Season de James C. Strouse
- 2013 : A Single Shot de David M. Rosenthal
- 2013 : Trust Me de Clark Gregg
- 2014 : Loitering with Intent d'Adam Rapp
- 2015 : Don Verdean de Jared Hess
- 2017 : 1 Mile to You de Leif Tilden
- 2018 : Blue Iguana d'Hadi Hajaig
- 2019 : Fosse/Verdon (9 épisodes)
- 2020 : Sweet Thing d'Alexandre Rockwell
- 2021 : No Longer Suitable for Use de Julian Joslin (court métrage)

## Distinctions

### Récompenses
- 2003 : Berlinale : Ours d'Argent du meilleur acteur pour Confessions d'un homme dangereux
- 2018 : British Academy Film Awards : meilleur acteur dans un second rôle pour Three Billboards : Les Panneaux de la vengeance
- 2018 : Golden Globes : meilleur acteur dans un second rôle pour Three Billboards : Les Panneaux de la vengeance
- 2018 : Oscars : meilleur acteur dans un second rôle pour Three Billboards : Les Panneaux de la vengeance
- 2020 : Screen Actors Guild Awards : meilleur acteur dans une mini-série ou un téléfilm pour Fosse/Verdon

### Nominations
- 2019 : Golden Globes : meilleur acteur dans un second rôle pour Vice
- 2019 : British Academy Film Awards : meilleur acteur dans un second rôle pour Vice
- 2019 : Oscars : meilleur acteur dans un second rôle pour Vice
- 2019 : Primetime Emmy Awards : meilleur acteur pour Fosse/Verdon
- 2020 : Golden Globes : meilleur acteur dans une mini-série ou un téléfilm pour Fosse/Verdon

## Voix françaises
En France, Damien Boisseau est la voix française régulière de Sam Rockwell. Parmi les plus fréquents, il y a Guillaume Lebon et Thierry Ragueneau qui l'ont doublé respectivement à neuf, cinq et quatre reprises. Jean-François Vlérick l'a également doublé deux fois.
Au Québec, Gilbert Lachance est la voix québécoise régulière de l'acteur,.